# 20272 Duyha
20272 Duyha è un asteroide della fascia principale. Scoperto nel 1998, presenta un'orbita caratterizzata da un semiasse maggiore pari a 2,3295400 UA e da un'eccentricità di 0,0928714, inclinata di 4,31129° rispetto all'eclittica.